# Cerro de Piedra Regada
Cerro de Piedra Regada är en ort i Mexiko.   Den ligger i kommunen Xochistlahuaca och delstaten Guerrero, i den sydöstra delen av landet, 300 km söder om huvudstaden Mexico City. Cerro de Piedra Regada ligger 547 meter över havet och antalet invånare är 250.
Terrängen runt Cerro de Piedra Regada är huvudsakligen kuperad, men norrut är den bergig. Runt Cerro de Piedra Regada är det ganska glesbefolkat, med 50 invånare per kvadratkilometer. Närmaste större samhälle är Tlacoachistlahuaca, 13,5 km väster om Cerro de Piedra Regada. Omgivningarna runt Cerro de Piedra Regada är en mosaik av jordbruksmark och naturlig växtlighet.